# Анамоса (Ајова)
Анамоса (енгл. Anamosa) град је у америчкој савезној држави Ајова. По попису становништва из 2010. у њему је живело 5.533 становника.

## Демографија
Према попису становништва из 2010. у граду је живело 5.533 становника, што је 39 (0,7%) становника више него 2000. године.
| Група             | 2000.         | 2010.         |
| Белци             | 4.918 (89,5%) | 4.959 (89,6%) |
| Афроамериканци    | 333 (6,1%)    | 356 (6,4%)    |
| Азијати           | 28 (0,5%)     | 40 (0,7%)     |
| Хиспаноамериканци | 119 (2,2%)    | 111 (2,0%)    |
| Укупно            | 5.494         | 5.533         |